# Paweł Darasz
Paweł Darasz (ur. 1 stycznia 1811 w Warszawie, zm. 3 grudnia 1872 w Algierze) – polski lekarz, działacz niepodległościowy oraz powstaniec listopadowy.

## Życiorys
Studia na wydziale lekarskim Uniwersytetu Warszawskiego rozpoczął w 1828 roku, bezpośrodnio po ukończeniu wojewodzie szkoły pijarów. Podczas powstania listopadowego służył jako podlekarz w szpitalu polowym nr 2, następnie nr 3. Po upadku powstania przekroczył granicę Prus wraz z wojskiem pod dowództwem gen. Macieja Rybińskiego. W latach 1832–1835 kontynuował studia z medycyny w uniwersytecie w Montpellier, po ich ukończeniu uzyskał stopień doktora medycyny i chirurgii za pracę Sur la péritonite aigue (O ostrym zapaleniu otrzewnej). Po studiach praktykował w latach 1839–1841 w Sigean, następnie w Charonne (obecnie 20. dzielnica Paryża), a w latach 1844–1845 w samym Paryżu. W 1834 ustąpił w szeregi Towarzystwa Demokratycznego Polskiego. W 1846, lub nawet wcześniej wyjechał do Lwowa, gdzie oficjalnie prowadząc praktykę lekarską, był jednocześnie emisariuszem Towarzystwa Demokratycznego Polskiego. W 1848 zorganizował tamże Legię Akademicką i Gwardię Narodową, był też redaktorem Dziennika Stanisławowskiego. Po zbombardowaniu Lwowa przez Austriaków przeniósł się do Wielkopolski, gdzie prowadził dalszą działalność w Wielkim Księstwie Poznańskim, Prusach Zachodnich i Królestwie Polskim, jako emisariusz Towarzystwa Demokratycznego Polskiego (Centralizacji Londyńskiej) pod pseudonimem dr Paweł. W 1852 roku z obawy przed aresztowaniem przez władze pruskie wyjechał do Londynu. W lutym 1853 roku powrócił na krótko na tereny Wielkiego Księstwa Poznańskiego. W 1853–4 podczas wojny krymskiej propagował sprawę polską w Anglii, wygłaszając m.in. razem z Aleksandrem Hercenem przemówienia na obchodach polskich w rocznicę powstania listopadowego. W 1856 przebywał w Bordeaux pod nazwiskiem Chocimski, gdzie jeszcze e tym samym roku rząd francuski zesłał go w kajdankach do Algieru jako czynnego republikanina–opozycjonistę. Po zwolnieniu z więzienia pracował w Algierze jako lekarz na stanowisku médecin de colonisation. Z Algieru brał korespondencyjnie udział w życiu emigracji. Zmarł w Algierze 3.12.1872 roku.

## Upamiętnienie
W 2021 roku pracownicy ambasady RP w Algierze zidentyfikowali na podstawie zapisów w dokumentacji grób Pawła Darasza na cmentarzu chrześcijańskim Saint Eugène w dzielnicy Bologhine. W dniu 12 czerwca 2022 roku odsłonięto odbudowany w ramach akcji Polish Heritage Days nagrobek na którym umieszczono poddany renowacji zabytkowy krzyż, nowe metalowe ogrodzenie oraz dwujęzyczną płytę.